# Sredec
Sredec (in bulgaro Средец?) è un comune bulgaro situato nel distretto di Burgas di 15 568 abitanti (dati 2009).

## Località
Il comune è formato dall'insieme delle seguenti località:
- Belevren
- Belila
- Bistrec
- Bogdanovo
- Debelt
- Dolno Jabălkovo
- Draka
- Dračevo
- Djulevo
- Fakija
- Goljamo Bukovo
- Gorno Jabălkovo
- Graničar
- Granitec
- Kirovo
- Kubadin
- Malina
- Momina Cărkva
- Orlinci
- Pănčevo
- Prohod
- Radojnovo
- Rosenovo
- Svetlina
- Sinjo Kamene
- Slivovo
- Suhodol
- Varovnik
- Vălčanovo
- Zagorci
- Zornica
- Sredec (sede comunale)